# Quendorf
Quendorf is een gemeente in de Duitse deelstaat Nedersaksen. De gemeente maakt deel uit van de Samtgemeinde Schüttorf in het landkreis Grafschaft Bentheim. Quendorf telt 606 inwoners.

## Verkeer
Met de ingebruikname van de treindienst tussen Bad Bentheim en Neuenhaus (RB56) op 7 juli 2019 is ook station Quendorf geopend, een halte met één perron aan de enkelsporige lijn Bentheim - Coevorden. De treindienst wordt geëxploiteerd door de Bentheimer Eisenbahn. 
- Virtual International Authority File: 99147095010125080414

Bad Bentheim · 
Emlichheim · 
Engden · 
Esche · 
Georgsdorf · 
Getelo · 
Gölenkamp · 
Halle · 
Hoogstede · 
Isterberg · 
Itterbeck · 
Laar · 
Lage · 
Neuenhaus · 
Nordhorn · 
Ohne · 
Osterwald · 
Quendorf · 
Ringe · 
Samern · 
Schüttorf · 
Uelsen · 
Wielen · 
Wietmarschen · 
Wilsum